# Leache/Leatxe
Leache/Leatxe (spanisch Leache; baskisch Leatxe) ist eine Gemeinde (municipio) mit 40 Einwohnern (Stand: 2024) in der Autonomen Gemeinschaft Navarra.

## Lokale Situation
Leache/Leatxe liegt zu Füßen des Bergrückens Sierra de Leyre in einer Höhe von etwa 590 m. Pamplona liegt etwa 28 Kilometer nordwestlich von Leache/Leatxe.

## Kultur und Sehenswürdigkeiten

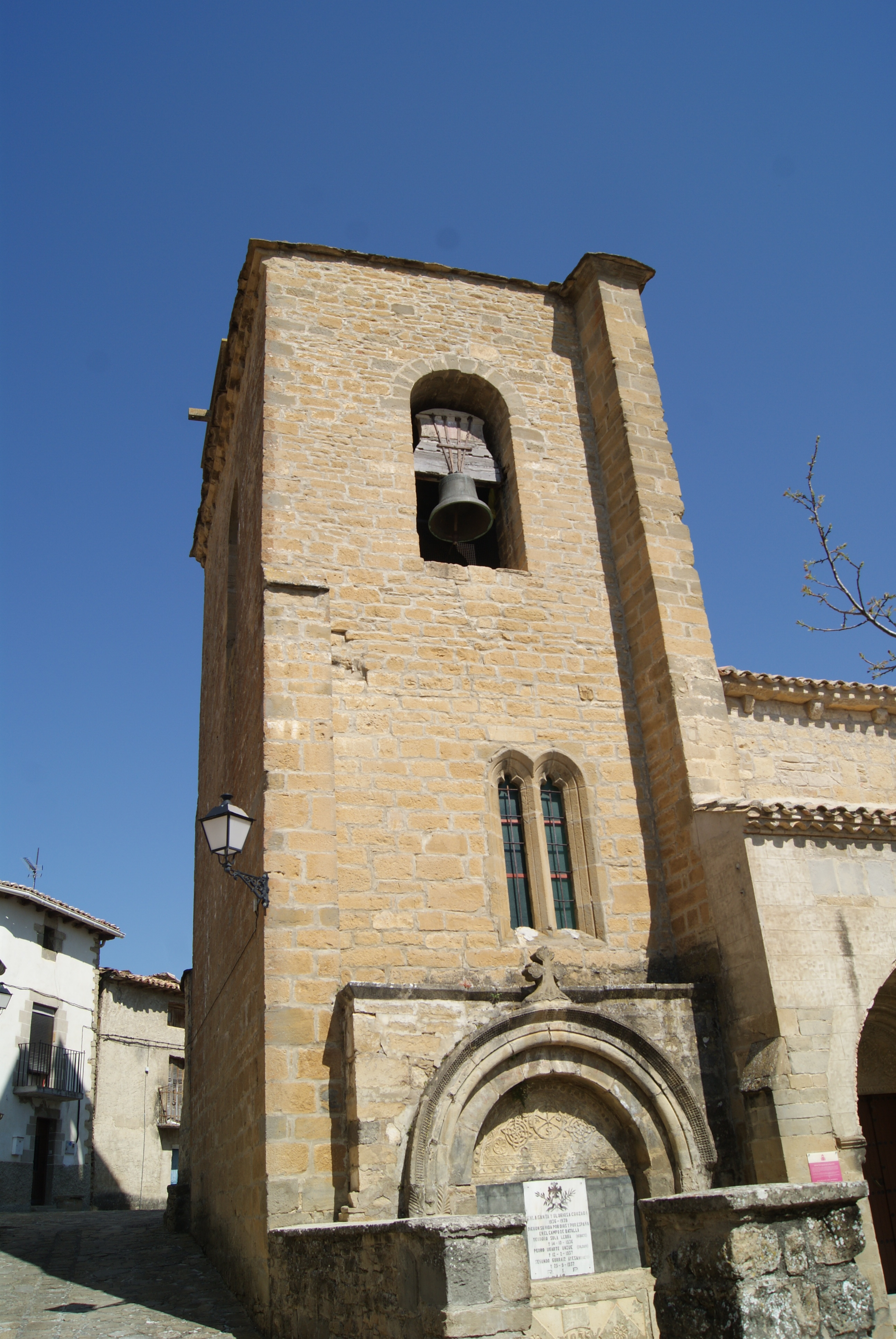
Kirche Mariä Himmelfahrt
- Martinskapelle
- Magdalenenkapelle

- Kirche Mariä Himmelfahrt

## Persönlichkeiten
- Domingo Moriones Murillo (1823–1881), Politiker und Offizier